# Parlatoreopsis acericola
Parlatoreopsis acericola är en insektsart som beskrevs av Tang et al. 1991. Parlatoreopsis acericola ingår i släktet Parlatoreopsis och familjen pansarsköldlöss. Inga underarter finns listade i Catalogue of Life.